# Торкретирование
Торкрети́рование (лат. tor — «штукатурка» + cret — «уплотнённый») — нанесение на поверхность бетонных или железобетонных конструкций слоя бетона или других строительных растворов (штукатурки, глины). Раствор (торкрет) наносится под давлением сжатого воздуха, в результате чего частицы цемента плотно взаимодействуют с поверхностью конструкции, заполняя трещины, раковины и мельчайшие поры.
Результат торкретирования — повышение прочности, морозостойкости.

## Торкрет
Чаще всего в качестве торкрета используют цементно-песчаный раствор в соотношении 1:2 — 1:6. Крупность заполнителя не более 8 мм. Марка цемента не ниже 400.

## Инструменты и приспособления
Основной инструмент при торкретировании — торкрет-установка, которая подаёт раствор со скоростью 80—100 м/с. Давление воздуха при этом 150—350 кПа.

## Технология и методы торкретирования
В зависимости от технологии выполнения ремонтных работ различают сухое и мокрое торкретирование.
- Сухое торкретирование. В состав смеси для сухого торкретирования входят мелкофракционные заполнители, портландцемент и модифицирующие добавки. Она загружается в торкрет-установку, откуда подается в сопло за счет давления сжатого воздуха. В сопле сухой состав смешивается с водой, обеспечивающей гидратацию цемента, и подается на основание. Во время соударения смеси с ремонтируемой поверхностью происходит уплотнение состава. Поскольку при сухом торкретировании не требуется предварительного затворения смеси водой, обеспечивается высокая производительность работы и появляется возможность наносить толстый слой ремонтного состава за один проход.
- Мокрое торкретирование. Предварительно затворенная водой и тщательно перемешанная смесь подается насосом к месту укладки. По отдельному шлангу к соплу подается сжатый воздух, который ускоряет подачу раствора. Мокрое торкретирование сплошным потоком обеспечивает равномерный состав ремонтной смеси, пониженное пылеобразование и минимальный отскок (потери) состава при соударении с ремонтируемыми поверхностями.

У каждого из двух методов есть свои преимущества и недостатки. Выбор между сухим и мокрым торкретированием осуществляется, исходя из специфики работы на объекте, особенностей конструкции и других факторов. Для каждой технологии выпускаются свои торкрет-смеси, состав которых оптимизирован под определенный технологический процесс.
Вследствие разницы в способе приготовления смеси «мокрый» и «сухой» процессы предъявляют различные требования к квалификации рабочих, занимающихся бетонированием. При мокром торкретировании рабочий может иметь низкую квалификацию, поскольку смесь подготовлена заранее. Для ремонта конструкций «сухим» методом бетонные работы должен выполнять опытный специалист, который умеет «на лету» регулировать соотношение воды и сухого вещества, чтобы получать торкрет-массу с оптимальными характеристиками.
Мокрое и сухое торкретирование могут использоваться для ремонта разрушенного железобетона, восстановления старой каменной или кирпичной кладки, укрепления стен котлованов, тоннелей и фундаментов, ремонта бетонной футеровки, восстановления гидротехнических сооружения (каналов, резервуаров, дамб) и промышленных конструкций из железобетона.